# Maurillio Sacchi
Maurillio Sacchi OFM (ur. 7 września 1918 w Turynie, zm. 1997) – włoski franciszkanin, kapłan, były Kustosz Ziemi Świętej, dokumentalista, dziennikarz.

## Życiorys
Urodził się w rodzinie Henryka i Franciszki zd. Ricca 7 września 1918 w Turynie. Ukończył franciszkańskie szkoły w Saluzzo i Casale Monferrato, do których uczęszczał w latach 1931-1936. Odbył nowicjat w Belmonte, po czym złożył pierwszą profesję zakonną w 1935. Śluby wieczyste złożył w 1940, będąc członkiem piemonckiej prowincji franciszknów pw. św. Bonawentury. Po studiach filozoficznych i teologicznych odbytych kolejno w Casale Monferrato i Turynie, przyjął święcenia kapłańskie w 1942. W 1943 został wikariuszem w parafii Matki Bożej Anielskiej w Turynie, gdzie przebywał do 1947. Do Kustodii Ziemi Świętej przybył 8 maja 1947. Po sześciomiesięcznej posłudze w bazylice Bożego Grobu, pracował w Betlejem, Emmaus-El Qubeibeh i w Jerozolimie (Klasztor Najświętszego Zbawiciela), m.in. jako wychowawca kleryków i dyrektor czasopisma „La Terra Santa”. W 1968 został gwardianem konwentu w Nazarecie i kustoszem bazyliki Zwiastowania. Podczas sprawowania tego urzędu została konsekrowana nowa bazylika w marcu 1969. Klasztor w Nazarecie gościł też w listopadzie 1969 I Międzynarodowy Kongres Komisarzy Ziemi Świętej. Między 1972 a 1974 o. Sacchi był: wizytatorem i duchowym przełożonym klarysek w Nazarecie, dyskretem Kustodii Ziemi Świętej, delegatem kustosza ds. dotyczących przejęcia opieki duszpasterskiej nad Rodosem, wizytatorem generalnym misji franciszkanów z Toskanii w Turcji i Grecji, prezydentem kustodialnym. Definitorium generalne wybrało go Kustoszem Ziemi Świętej 17 maja 1974.
Jako kustosz był m.in. zaproszony przez Katolikosa Wszystkich Ormian do Eczmiadzynu w 1976. Był też z oficjalną wizytą w patriarchacie moskiewskim. Po wygaśnieciu mandatu w 1980 zarząd zakonu powierzał mu funkcje: wizytatora generalnego w Turcji i Grecji, w rzymskim Antonianum oraz w Egipcie. W latach 1984–1987 był delegatem generała dla Antonianum i instytutu w Grottaferrata. W 1986 został wysłany do Centrum Informacyjnego Kustodii Ziemi Świętej (wł. Centro Propaganda e Stampa di Terra Santa) w Mediolanie. W 1993 powrócił do prowincji piemonckiej braci mniejszych. Wybrano go m.in. definitorem prowincjalnym. przebywał w klasztorach w Mellea i Saluzzo. Zmarł w 1997.

## Publikacje
- Cristo nella sua terra (526 diapositive). Jerozolima: CTS, 1974. ISBN 0-89577-872-6. (wł.). Brak numerów stron w książce
- Terra Santa. Sulle orme di Gesù. Gorle (BG): Editrice Velar, 1999. ISBN 88-7135-095-2. (wł.). Brak numerów stron w książce